# ロキテクノ
株式会社ロキテクノ（英: ROKI TECHNO CO.,LTD.）は東京都品川区に本社を置く、産業用フィルター及び周辺機器を製造する企業である。

## 主要製品
- 産業用フィルターカートリッジ各種
- フィルターハウジング各種
- オゾン関連機器

## 沿革
- 1978年12月  資本金1,000万円にて、東京都大田区に日本濾器株式会社を設立
- 1984年 2月　富山県中新川郡に北陸工場を新設
- 1986年 2月　福岡県久留米市に久留米工場を新設
- 1990年 2月　福岡県八女郡に八女工場を新設
- 1991年12月  社名を日本濾器株式会社より株式会社ロキテクノに変更
- 1994年 2月　店頭登録銘柄として株式を公開し、資本金を12億5,312万円に増資
- 1996年 8月　八女工場が品質マネジメントシステムの国際規格ISO9002審査登録
- 1997年 8月　一貫生産体制確立のため久留米工場の業務を八女工場に集約統合
- 1998年 7月　新本社ビル竣工（東京都品川区に移転）
- 2000年11月  北陸工場が環境マネジメントシステムの国際規格ISO14001審査登録
- 2002年 5月　八女工場が品質マネジメントシステムの国際規格ISO9001：2000審査登録
- 2002年10月  九州地区での販売強化のため九州営業所を新設
- 2002年11月  アジア圏での販売強化のため中国・上海市に駐在員事業所を新設
- 2003年 2月　「第二創業元年」と銘うち、MEBOによる大胆な経営改革に着手
- 2003年 7月　MEBOにより完全親会社を設立したため、JASDAQ上場を廃止
- 2007年 1月　関西地区での販売強化のため大阪営業所を新設
- 2009年 5月　八女工場を増設し工場名称を九州工場に変更
- 2010年 7月　シンガポールに子会社、ロキテクノシンガポール（現：ロキグループインターナショナル）を設立
- 2010年 7月　全社統合で環境マネジメントシステムの国際規格ISO14001審査登録
- 2011年10月　東北・北海道地区での販売強化のため東北営業所を新設。あわせて大阪営業所の名称を関西営業所に変更
- 2012年 4月　東南アジア地域での販売強化を目的にマレーシア・ジョホールバルに販売会社ロキＳ＆Ｓ・マレーシアを設立（現：ロキグループインターナショナル100％出資）
- 2012年 6月　オリジナル吸着ろ材を採用した家庭用ポット型浄水器、IKOR（イコーポット）型浄水器の販売を開始
- 2013年 1月　株式移転により完全親会社であるロキグループホールディングス株式会社を設立。ホールディング体制を構築
- 2013年10月　大韓民国（ソウル市）にロキテクノ韓国を設立（ロキテクノ100％出資）
- 2013年12月　ロキS&S・マレーシアの社名をロキM&S・マレーシアへ変更、生産拠点としても活動開始
- 2014年7月　米国カリフォルニア州トーランス市にロキS&S・アメリカを設立（ロキグループインターナショナル100％出資）
- 2014年10月　自然気化式加湿器 La Ville（ラ・ヴィル）シリーズの第一弾となるイコー ラ・ヴィル東京を発売
- 2014年12月　ロキグループホールディングスの社名を株式会社ロキグループに変更
- 2015年 5月　 ロキM&S・マレーシアは東南アジア地域におけるさらなる事業拡大のため、マレーシア・クアラルンプールに営業所を開設
- 2016年10月　ロキテクノ韓国の社名をロキS&S・韓国へ変更。あわせてロキテクノ100％子会社からロキグループインターナショナル100％子会社に変更
- 2017年1月　 営業所を再編し、東京営業所、富山営業所、名古屋営業所、神戸営業所、福岡営業所の国内5拠点体制に拡大
- 2017年10月　ロキテクノからの会社分割により、日本国内での製品販売を担う株式会社ロキテクノマーケティングを設立
- 2017年10月　ロキM&S・マレーシアの社名をロキＳ＆Ｓ・マレーシアへ変更
- 2018年5月　 トロイカ株式会社の発行済株式100％取得し、子会社化
- 2018年10月　大韓民国プサンにロキＳ＆Ｓ・韓国の営業所を新設
- 2020年5月　2019年に発生した新型コロナウイルス感染症に伴うマスク不足に貢献するため、富山県上市町にある北陸事業所ヒエダ製造部にマスクの生産ラインを新設し、イコーマスク(IKORMASK)の一般販売を開始する

## 生産拠点
- 九州事業所（福岡県八女郡広川町日吉548-24）
- 北陸事業所（富山県滑川市大掛2066）・北陸事業所　ヒエダ製造部（富山県中新川郡上市町稗田40）
- マレーシア工場（Plo 550, Jalan Keluli 3, Kaw.Perindustrian Pasir Gudang,81700 Pasir Gudang, Johor, Malaysia）

## 営業所
ロキテクノのフィルター関連製品販売を担うグループ会社であるロキテクノマーケティングの国内拠点
- 東京営業所（東京都品川区南大井6-20-12）
- 富山営業所（富山県富山市新富町1-1-12 明治安田生命富山駅前ビル 7F）
- 名古屋営業所（愛知県名古屋市中村区名駅南2-14-19 住友生命名古屋ビル2F）
- 神戸営業所（兵庫県神戸市中央区磯辺通3-1-7 コンコルディア神戸13F）
- 福岡営業所（福岡県福岡市博多区博多駅前4-1-1 日本生命博多駅前第二ビル 7F）

## グループ会社
- 株式会社ロキグループ
- 株式会社ロキテクノマーケティング
- ロキグループインターナショナル
- ロキS&S・マレーシア
- ロキS&S・韓国
- ロキS&S・アメリカス